# Hvidovre AM
Hvidovre Atletik & Motion er en atletikklub, der holder til på Hvidovre Stadion, og klubben har desuden som en af de få klubber i Danmark en indendørs atletikhal at træne i. Hvidovre Atletik og Motion er en fusion af klubberne Hvidovre IF og Hvidovre AK tilbage i 1997.
Klubben har altid været en af de førende klubber i dansk atletik, og har siden 2000 vundet 14 medaljer i Dansk Atletik Forbunds Danmarksturnering for hold. Klubben har siden 2000 været kendt for at have mange udøvere indenfor specielt sprint og kast, men har i de senere år også været godt med indenfor langdistanceløb, hvor det helt store navn har været OL maratonløberen Abdi Hakin Ulad.
Klubben har siden 2012 gennemgået en kraftig udvikling, så den i dag har mere end 600 medlemmer og har en stærkt voksende ungdomsafdeling, og står stærkt på elitesiden med mange landsholdsfolk og deltagere ved internationale mesterskaber som Kristoffer Hari (100m, 200m), Abdi Hakin Ulad (langdistance), Annesofie Hartmann (diskoskast) og Thea Jensen (kuglestød). Ud over en stor atletikafdeling har man også en stærkt voksende løbemotionsafdeling, en X-Fit afdeling, og står også som ansvarlige for driften af Hvidovre Motionscenter på Hvidovre Stadion.
Klubben har ca. 30 trænere tilknyttet til de forskellige træningshold, og ledes til dagligt af en fuldtisansat sportschef, Michael Bruun Jepsen, og en deltidsansat Ungdomschef, Tanja Ravnholt.

## Klubrekorder
| Øvelse             | Kvinder | Mænd                                                                                  |
| ------------------ | --- | ------------------------------------------------------------------------------------- |
| 100m               | 12,02 Zarah Buchwald 2015 | 10,38 Kristoffer Hari 2013+2017                                                       |
| 150m               | 19,00 Zarah Buchwald 2016 | 16,28 Kasper Olsen 2016                                                               |
| 200m               | 24.5 Berit Danielsen 1981 | 20,96 Kristoffer Hari 2016                                                            |
| 300m               | 40,76 Line Køhlert 2013 | 34,66 Kasper Olsen 2015                                                               |
| 400m               | 53.6 Annelise Dam Olesen 1969 | 47.76 Jan Flemming Nielsen 1984                                                       |
| 800m               | 2.01.77 Annelise Dam Olesen 1972 | 1.48,65 Jan Flemming Nielsen 1984                                                     |
| 1.000m             | 2.59.6 Berit Danielsen 1979 | 2.25,1 Jan Flemming Nielsen 1984                                                      |
| 1.500m             | 4.19.81 Lisbeth Pedersen 2009 | 3.50.96 Claus Scharnberg Jensen 1980                                                  |
| 1 mile             | 5.20.2 Kirsten Bjørklund 1974 5.20.2 Aino Jensen 1982                                                                                                   | 4.11.2 Claus Scharnberg Jensen 1980                                                   |
| 2.000m             | 6.46.5 Aino Jensen 1981 | 5.19.8 Steen Sveidahl 1966                                                            |
| 3.000m             | 9.34,01 Lisbeth Pedersen 2010 | 8.15.2 Steen Sveidahl 1966                                                            |
| 5.000m             | 17.11.35 Lisbeth Pedersen 2009 | 14.12.2 Steen Sveidahl 1967                                                           |
| 10.000m            | 40.53,7 Aino Jensen 1982 | 28,52,76 Abdi Hakin Ulad 2016                                                         |
| 5 km landevej      | 18.10 Lisbeth Pedersen 2009 | 14.25 Abdi Hakin Ulad 2016                                                            |
| 10 km landevej     | 36.28 Anne-Sophie Eriksen 2010 | 29.10 Abdi Hakin Ulad 2016                                                            |
| 15 km landevej     | 1.05.34 Dorthe Olsson 1986 | 44.15 Abdi Hakin Ulad 2016                                                            |
| 20 km landevej     | 1.16.50 Signe Gadegaard 2009 | 59,41 Abdi Hakin Ulad 2015                                                            |
| Halvmarathon       | 1.20.57 Signe Gadegaard 2009 | 1.02.48 Abdi Hakin Ulad 2015                                                          |
| Marathon           | 3.09.40 Cecilie Mikkelsen 2017 | 2.14.03 Abdi Hakin Ulad 2016                                                          |
| 100 km landevej    | - | 6.57.35 Kenneth Munk 2010 DANSK REKORD                                                |
| 6 timers løb       | - | 86.740 km Kenneth Munk 2010 DANSK REKORD                                              |
| 24 timers løb      | - | 194,100 km Søren Raarup 2004                                                          |
| 100/110m hæk       | 13.8 Annelise Dam Olesen 1970 | 15.00 Torben Kristiansen 1979                                                         |
| 200m hæk           | 29.5 Annette Kromann 1970 | 25.1 Torben Kristiansen 1979                                                          |
| 400m hæk           | 61.0 Berit Danielsen 1980 | 54.04 Per Krog 1987                                                                   |
| 3.000m forhindring | 11.23.39 Signe Gadegaard 2008 | 8.53,11 Stephan Alex Jensen 2010                                                      |
| 4×100m stafet      | 47.8 Marianne Søderberg, Tone Kyhn, Annelise Dam Olesen og Gitte M. Jensen 1971 Gitte M. Jensen, Tone Kyhn, Marianne Søderberg og Elinor Bertelsen 1972 | 41.27 Christian Trajkovski, Christian Hansen, Steffen Jørgensen og Mark Jacobsen 2003 |
| 4×200m stafet      | 1.41,0 Gitte Jensen, Kirsten Halner, Marianne Søderberg, Annelise Damm Olesen 1972                                                                      | 1.33,2 Jens Schültz, Peter Clausen, Niels Nielsen, Jan Flemming Nielsen 1981          |
| 1.000m stafet      | 2.09,6 Marianne Søderberg. Tone Kyhn, Gitte M. Jensen, Annelise Damm Olesen 1972                                                                        | 1.58,3 Gert Pedersen, Knud Erdinger, Raymond Gordión, Svend Mathiasen 1971            |
| 4×400m stafet      | Tone Kyhn, Annette Christensen, Gitte M. Jensen, Annelise Damm Olesen 1972                                                                              | 3.16,44 Cesar Posse, Rasmus Olsen, Carsten Schmidt, Steffen Jørgensen 2005            |
| 4×800m stafet      | 9.46,2 Helle Mathiasen, Tine Jørgensen, Tina Adamzesky, Tone Kyhn 1986                                                                                  | 8.12,2 Torben Larsen, Arne Basbøll, Ole Sørensen, Jan Flemming Nielsen                |
| 4×1.500m stafet    | 20.38,8 Tina Brasch, Dorthe Olsson, Susanne Kaa, Aino Jensen 1981                                                                                       | 16.15,6 Ivan Dier, Knud R. Andersen, Steen Sveindahl, Birger Christoffersen 1967      |
| Højdespring        | 1,75 Karin Johansen 1999 | 2,15 Leon Axen 1981                                                                   |
| Stangspring        | 3,10 Line Vibov 2003 | 5,04 Flemming Johansen 1972                                                           |
| Længdespring       | 5,93 Lisbeth Larsen 1981 | 7,16 Erling Johansen 1975                                                             |
| Trespring          | 12,27 Karina Johansen 2002 | 14,98 Jannick Bagge 2013                                                              |
| Kuglestød          | 16,43 Maria Sløk Hansen 2014 | 17,03 Thomas Hoffmann 2008                                                            |
| Diskoskast         | 52,17 Maria Sløk Hansen 2014 | 51,70 Andreas Jørgensen 2014                                                          |
| Hammerkast         | 52,40 Sandra Pétursdóttir 2012 | 58,02 Jonas Striegler Laursen 2010                                                    |
| Vægtkast           | 16,65 Sandra Pétursdóttir 2012 | 16,63 Matthias Hagen 2017                                                             |
| Spydkast           | 48,93 Maria Lykke Jensen 2012 | 63,58 Lasse Ringhofer 1997                                                            |
| 7/10-kamp          | 4.995p Lisbeth Larsen 1981 | 7.310p Erling Hansen 1976                                                             |
| Kaste 5-kamp       | 3.877p Maria Sløk Hansen 2014 | 3.822p Matthias Hagen 2017                                                            |

## Ledelse
Bestyrelse
- Formand: Martin Roald-Arbøl
- Næstformand: Michael Bruun Jepsen
- Økonomiansvarlig: Jakob Juul Rasmussen
- Bestyrelsesmedlemmer: Louise Mikkelsen, Jørgen Nielsen, Tom Jensen, Alex Clausen, Leif-Erik Nielsen

Trænerstab, junior og senior
- Sprint: Steffen Jørgensen, Stefan Hari, Leif-Erik Nielsen
- Mellem/lang: Michael Jeppsen, Thomas Sikora
- Spring/hæk: John Steffen, Kenneth Thorsen, Simon Nørregaard, Leif-Erik Nielsen
- Kast: Michael Bruun Jepsen